# Schendylops oligopus
Schendylops oligopus är en mångfotingart som först beskrevs av Pereira, Minelli och Paolo Barbieri 1995.  Schendylops oligopus ingår i släktet Schendylops och familjen småjordkrypare. Inga underarter finns listade i Catalogue of Life.